# Приозёрный (Челябинская область)
Приозёрный — посёлок в Еткульском районе Челябинской области России. Входит в состав Белоносовского сельского поселения.

## География
Посёлок находится на востоке Челябинской области, в лесостепной зоне, на расстоянии 10 километров (по прямой) к юго-западу от села Еткуль, административного центра района. Абсолютная высота 227 метров над уровнем моря.

## Население
| 2002 | 2010 |
| ---- | ---- |
| 377  | ↘373 |

Гендерный состав
По данным Всероссийской переписи населения 2010 года в гендерной структуре населения мужчины составляли 51,5 %, женщины — 48,5 %.
Национальный состав
Согласно результатам переписи 2002 года, в национальной структуре населения русские составляли 83 %.

## Улицы
Уличная сеть посёлка состоит из восьми улиц.